# Eunicella modesta
Eunicella modesta är en korallart som beskrevs av Addison Emery Verrill 1883. Eunicella modesta ingår i släktet Eunicella och familjen Gorgoniidae. Inga underarter finns listade i Catalogue of Life.